# 제1대 핼리팩스 백작 에드워드 우드

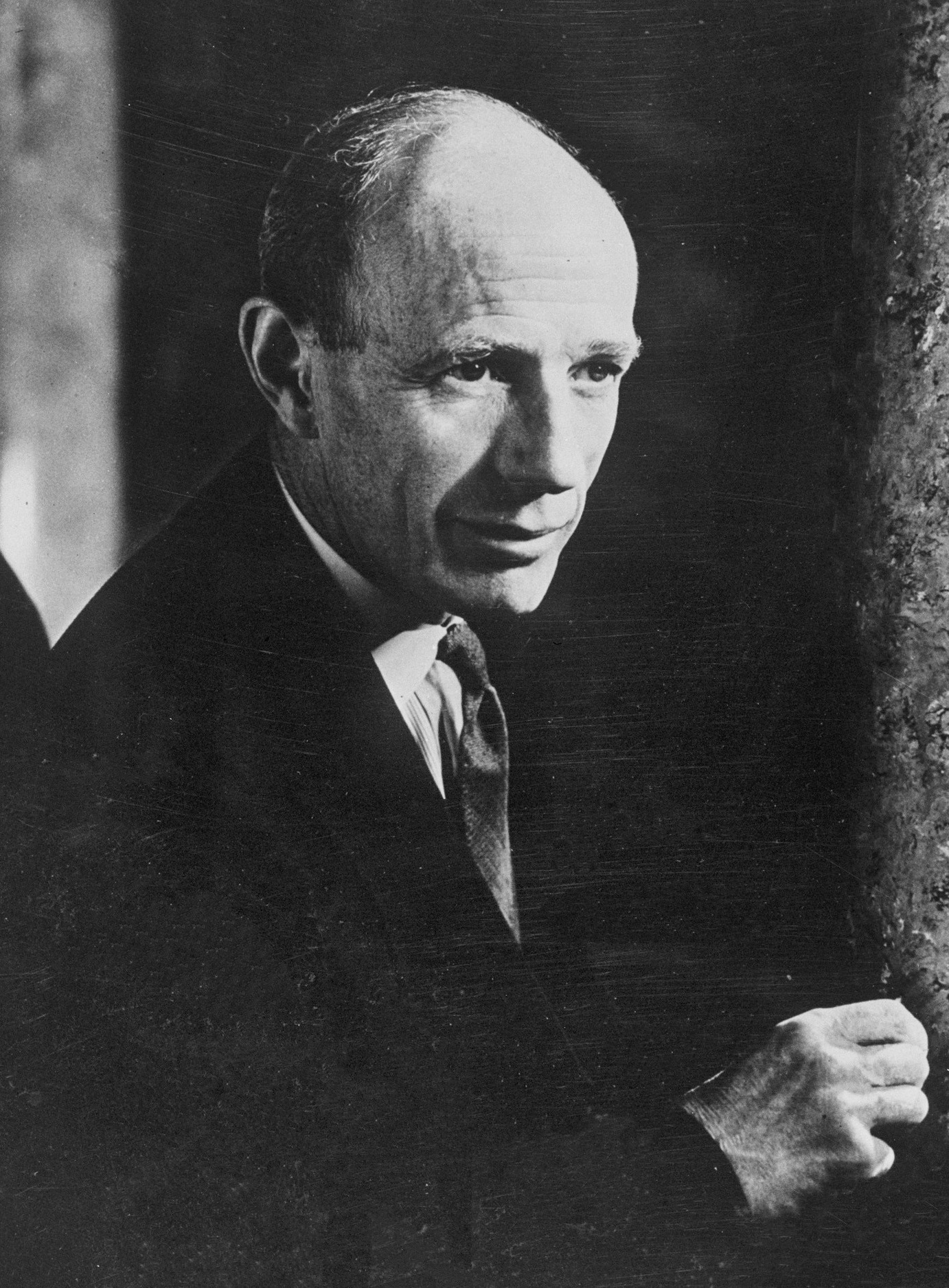
핼리팩스 백작

제1대 핼리팩스 백작 에드워드 프레더릭 린들리 우드(영어: Edward Frederick Lindley Wood, 1st Earl of Halifax, KG, OM, GCSI, GCMG, GCIE, TD, PC)는 보수당 출신 영국의 원로 정치인이다. 1925년부터 부친 핼리팩스 자작 찰스 우드 생애까지는 제1대 어윈 남작(The 1st Baron Irwin)으로 불렸고 부친 사망으로 인해 작위를 습작하여 제3대 핼리팩스 자작(The 3rd Viscount Halifax)이 되어 1944년까지 불리게 되었다.
핼리팩스는 여러 고위 각료직을 역임하였는데, 특히 1925년부터 1931년까지 인도의 총독, 1938년부터 1940년 사이에 외무장관의 직책을 맡았다. 그는 1936년부터 1938년까지 아돌프 히틀러의 유화정책을 설계한 사람 중 한 명으로서 네빌 체임벌린 총리와 긴밀히 협력하고 있었지만 1939년 3월 독일의 체코슬로바키아 점령 이후 그는 폴란드를 방어하기 위해 전쟁에 나서겠다고 약속함으로써 독일의 추가 침략을 저지하려는 새로운 정책을 추진한 사람들 중 한 명이었다.
1940년 5월 초 체임벌린의 사임과 관련, 핼리팩스는 처칠이 더 적합한 전쟁지도자가 될 것이라고 생각했기 때문에 사실상 총리직을 거절했다(그의 상원직은 공식적인 이유로 주어졌다). 몇 주 후, 연합군이 명백한 참패를 당하고 영국군이 됭케르크로 후퇴하는 가운데, 핼리팩스는 받아들일 수 있는 평화 조건이 협상될 수 있는지 알아보기 위해 이탈리아에 접근하는 것을 선호했다. 그는 일련의 전쟁 내각의 격렬한 회의 후에 처칠에 의해 기각되었다. 1941년부터 1946년까지 워싱턴 주재 영국 대사를 지냈다.